# Marcel Schrötter

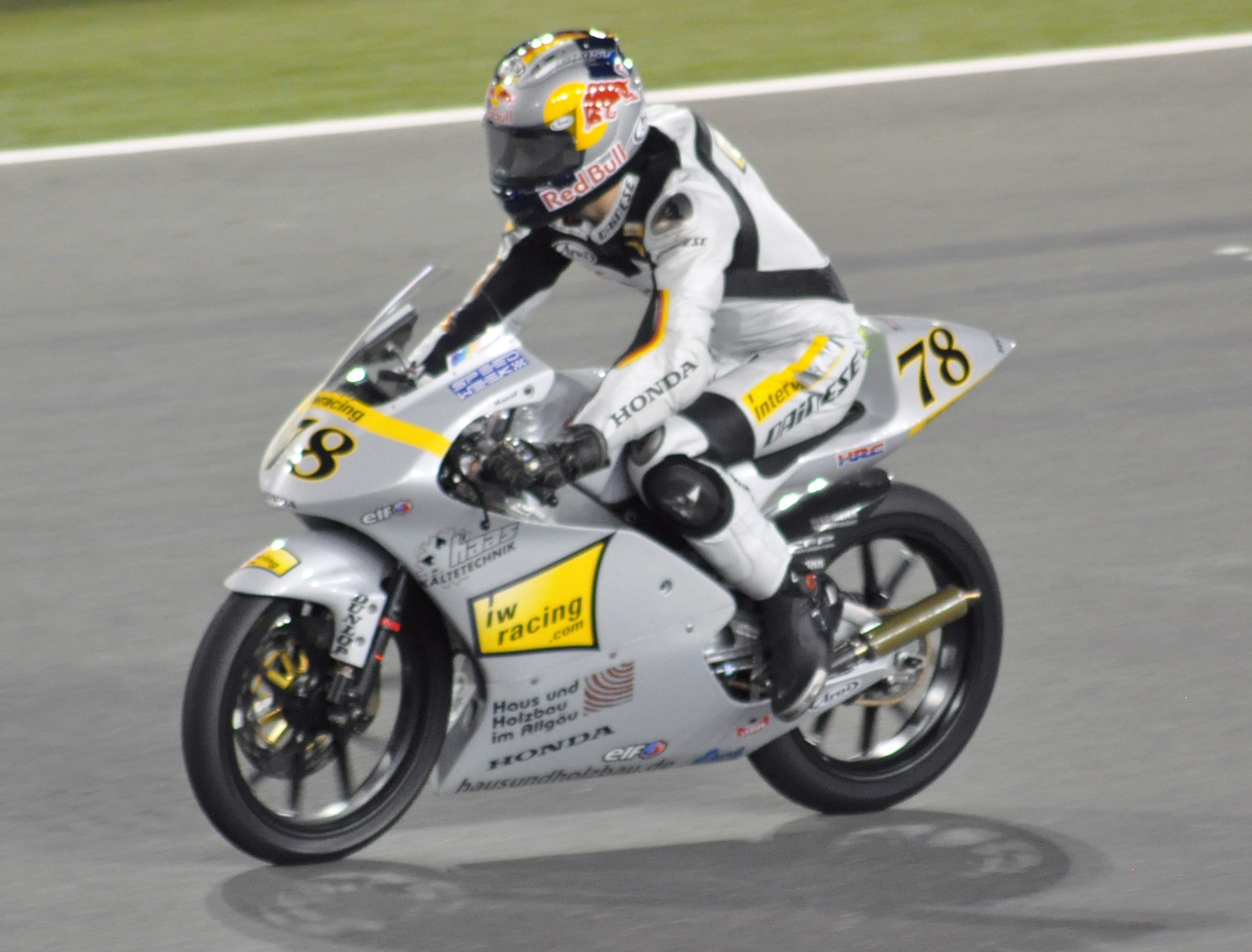
Schrötter 2010.

Marcel Schrötter, född 2 januari 1993 i Pflugdorf, är en tysk roadracingförare. Han tävlar sedan 2012 i Moto2-klassen i världsmästerskapen i Grand Prix Roadracing.

## Tävlingskarriär
Schrötter började tävla i de tyska 125-mästerskapen 2007 och vann klassen 2008 och 2009. Han fick ett wildcard och gjorde VM-debut 2008 i 125GP vid Tysklands Grand Prix på Sachsenring. Säsongen 2009 körde han tre Grand prix och blev femma i säsongsavslutningen i Valencia. Till Roadracing-VM 2010 fick Schrötter en fast styrning med Interwetten Honda 125 Team. Det slutade med en 15:e plats i VM och inga pallplatser. Roadracing-VM 2011 ersattes 125GP av Moto3-klassen och Schrötter började köra för den indiska motorcykeltillverkaren Mahindra i dess nystartade Moto3-team. Efter ungefär halva säsongen gick Schrötter och Mahindra skilda vägar. Schrötter bytte istället till Moto2-klassen och Desguaces La Torre SAG Team på en Bimota. Det blev inga poäng under säsongen. Han fortsatte med samma team 2013, men nu på en Kalex. Schrötter blev en någorlunda regelbunde poängplockare och slutade på 17:e plats i VM. Till 2014 skrev han kontrakt med Tech 3 för att köra deras egenutvecklade Mistral 610-motorcyklel i Moto2. Han blev tiondeplacerad i VM och fortsatte för Tech 3 2015. Säsongen 2016 bytte han stall till AGR Team och motorcykel till Kalex. Han kom på 14:e plats i VM. Till 2017 bytte han stall till Dynavolt IntactGP och motorcykel till Suter. Han kom på 17:e plats i VM. Schrötter stannade hos stallet säsongen 2018 men de bytte motorcykel till Kalex. Det blev Schrötters dittills bästa säsong med hans första pallplats och en åttonde plats i VM. Schrötter fortsätter hos Dynavolt IntactGP 2019.

## Framskjutna placeringar
Uppdaterad till 2020-08-18.
| Nr | Grand Prix | År   |
| -- | ---------- | ---- |
| 1  | Amerika    | 2019 |

| Nr | Grand Prix | År   |
| -- | ---------- | ---- |
| 1  | San Marino | 2018 |
| 2  | Qatar      | 2019 |
| 3  | Tyskland   | 2019 |
| 4  | Österrike  | 2020 |